# Yokoyama Shohei
Shohei Yokoyama (sinh ngày 9 tháng 8 năm 1993) là một cầu thủ bóng đá người Nhật Bản.

## Sự nghiệp câu lạc bộ
Shohei Yokoyama đã từng chơi cho Thespakusatsu Gunma và FC Machida Zelvia.